# 珠袖蝶
珠袖蝶（学名：Dryas iulia）是珠袖蝶屬中的單型種，原生於由巴西至德克薩斯州南部及佛羅里達州等地，且在夏季時，有時最北會至內布拉斯加州的西部。超過15個亞種已被描述。
它的翅展为82毫米至92毫米，顏色為橘色，雄蝶較亮，帶有黑色斑紋；此一物種有點不受鳥類喜愛，屬於貝式擬態的一種。(Pinheiro 1996)
这种蝴蝶是一个飞行速度很快，经常光顾空地、道路、森林及林地边缘。食用花卉的花蜜，如馬櫻丹和咸豐草等花蜜，而其幼蟲則以包括西番莲慈竹和在佛克薩斯洲的西番莲球菌等西番蓮為食。
因爲该物种寿命长并在白天很活跃，所以流行于蝴蝶园。

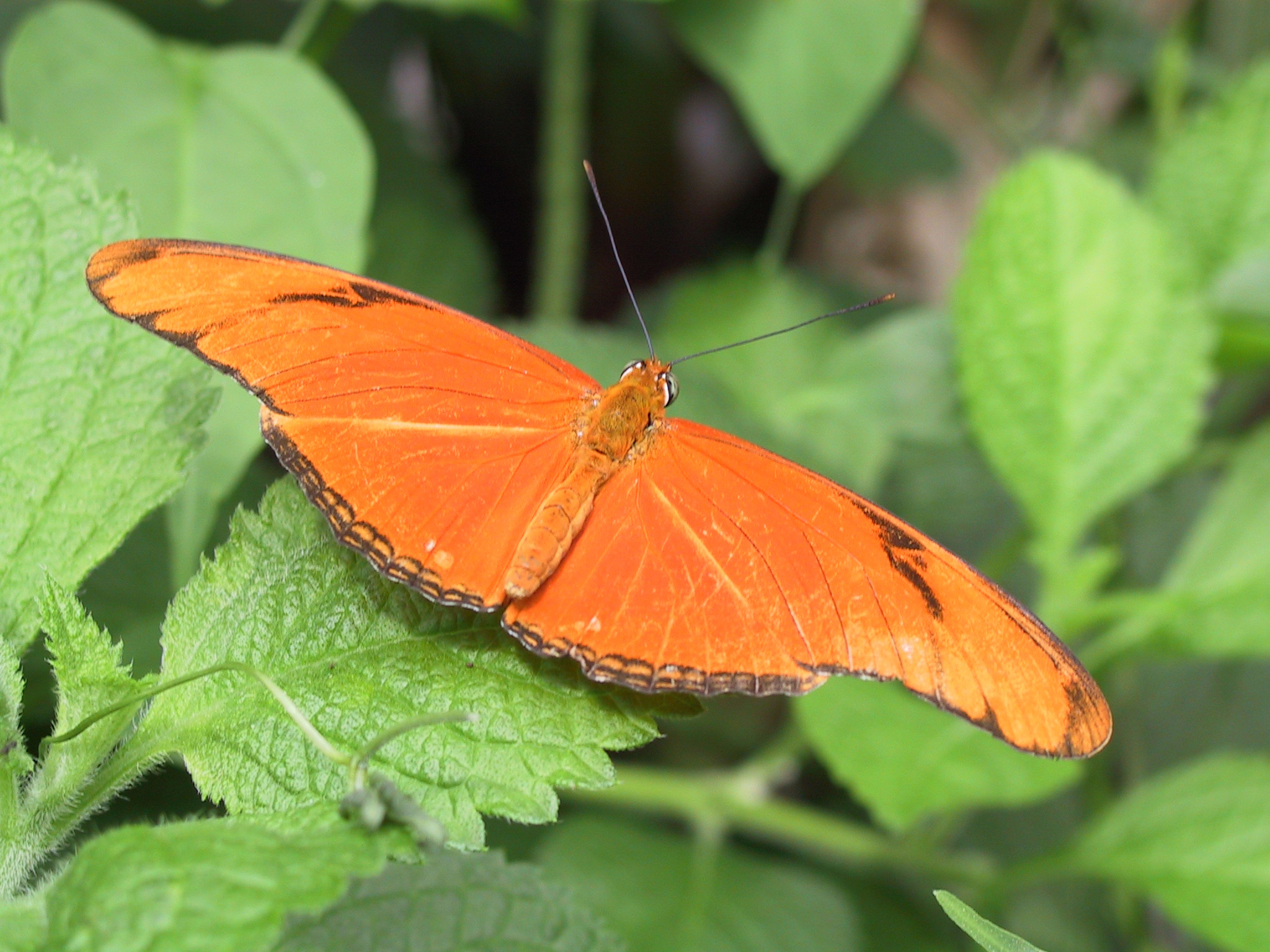
史密森尼國家動物園中的珠袖蝶。